# دونالد ك. وايت
دونالد ك. وايت (بالإنجليزية: Donald C. White)‏ هو سياسي أمريكي، ولد في 5 أغسطس 1950 في الولايات المتحدة. حزبياً، نشط في الحزب الجمهوري. وقد انتخب عضو مجلس ولاية بنسيلفانيا.